# Camusot (père)
Pour les articles homonymes, voir Camusot.
Camusot, né en 1766, est un personnage de La Comédie humaine d'Honoré de Balzac. Il apparaît principalement dans Illusions perdues. Débauché, amateur de fêtes galantes, il joue un grand rôle dans la déchéance de Coralie, mais lorsqu'il est nommé juge commissaire de la faillite au tribunal de commerce, il fait l'impossible pour sauver son ami César Birotteau.
De sa première femme, unique héritière des frères Pons, brodeurs de la cour impériale, il a un fils qui deviendra le juge Camusot, qu'il marie en 1819 à la fille d'un huissier du cabinet du roi dans Le Cabinet des Antiques et Un début dans la vie.
Sa seconde femme, fille aînée de Jean-Jérôme Cardot, propriétaire du magasin Le Cocon d'Or, lui apporte une solide dot. Son beau-père lui laisse la propriété du magasin de soieries. C'est une excellente affaire qui l'enrichit. Dans La Maison du Chat-qui-pelote, il est alors « le plus riche négociant en soieries de la rue des Bourdonnais ». Il a trois autres enfants d'elle.

## Biographie du personnage
Ami de monsieur Guillaume sous le Premier Empire, dans La Maison du chat-qui-pelote, il est invité en 1818 au bal de César Birotteau, dans César Birotteau.
- En 1821, il entretient Coralie. Compagnon de débauche de son beau-père Cardot, il fréquente aussi Philippe Bridau et Florine dans La Rabouilleuse.
- En 1822, dans Illusions perdues, il est ivre mort à la fin du dîner de Florine ; Coralie et Lucien de Rubempré en profitent pour s'éclipser ensemble. D'abord généreux avec Coralie qui arrive à lui soutirer de l'argent pour Lucien de Rubempré, il devient jaloux et il ruine sa carrière en la faisant siffler dans un rôle pourtant magnifique écrit par Félicité des Touches. Coralie et Lucien sombrent dans la plus profonde misère. Mais, pour l'enterrement de Coralie, Camusot achète une concession à perpétuité au cimetière du Père-Lachaise.
- En 1834, il se retire des affaires.
- En 1844, dans Le Cousin Pons, il devient membre du conseil général des manufactures, conseiller municipal et député de Paris, puis il est nommé baron et pair de France en 1845.

Camusot apparaît aussi dans :
- Le Cabinet des Antiques
- Un début dans la vie
- La Muse du département
- Splendeurs et misères des courtisanes

Pour les références, voir :